# Tomoko Fuse

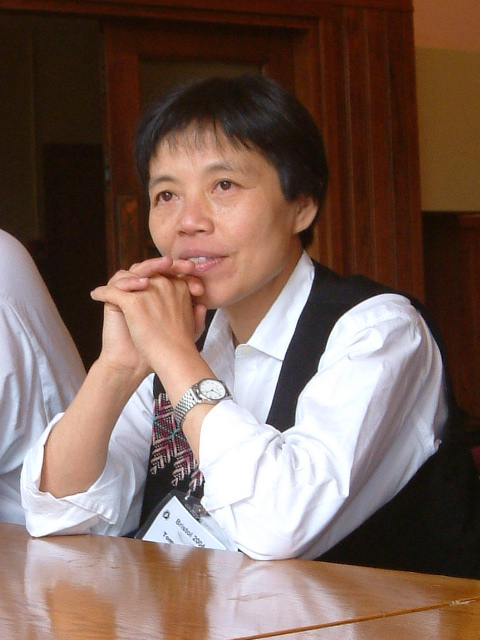
Fuse en Bristol, 2004

Tomoko Fuse (japonés:布施 知子, Niigata, 1951) es una virtuosa japonesa de papiroflexia considerada por muchos la reina del origami modular, arte que aprendió de niña al estar hospitalizada. Con 19 años estudió dos años y medio con el maestro Toyoaki Kawai y ae publicado libres desde 1981.